# Línea 711 (Suburbanos Montevideo)
La línea 711 de la red de transporte  suburbano de Montevideo une la terminal Baltasar Brum con la Costa de Oro del departamento de Canelones. 

## Características
Es posible que en algunas frecuencias su recorrido sea extendido al balneario Guazuvirá.

## Recorrido
| Partida Andén (Estación Baltasar Brum) - Galicia - Julio Herrera y Obes - Paysandú - Daniel Muñoz - Avenida Italia - Avenida de Las Américas - Ruta 101 - (Aeropuerto Internacional de Carrasco) - Ruta 101 - Ruta Interbalnearia - Av. Sur - Av. Sarandí Solís - Av. Treinta y Tres (La Floresta) - Argentina - Sarandí - Independencia - Montecasino - Argentina - España - Argentina - 25 De Agosto - Lavalleja - Zorrilla De San Martín - Rambla Artigas - Av. 5 - Av. 1 (Guazú Virá) | Retorno (Terminal la Guazú Virá de la Compañía de Ómnibus de Pando) - Av. 1 - Av. 5 & Av. 1 - Rambla Artigas - Zorrilla De San Martín - Lavalleja - 25 de Agosto - Independencia - Argentina - Montecasino - Independencia - Avenida Sarandí - Argentina - Av. Treinta y Tres - Av. Sarandí Solís - Av. Sur - Ruta Interbalnearia - Ruta 101 - (Aeropuerto Internacional de Carrasco) - Ruta 101 - Avenida de las Américas - Avenida Italia - Salvador Ferrer Serra - Martín C Martínez - Avenida Uruguay - Ciudadela (Estación Baltasar Brum) |